# Kriza János Néprajzi Társaság
A Kriza János Néprajzi Társaság (rövidítve: KJNT) 1990-ben alakult, kolozsvári székhelyű néprajzkutató intézmény, melynek célja, hogy a romániai magyar néprajzkutatók érdekképviseleti szervezeteként megfelelő intézményes kereteket biztosítson a szakmaiság hatékony működésének. Megalakulása óta folyamatosan működik, a néprajzkutatás és néprajzoktatás kibontakozásával párhuzamosan a tevékenysége is egyre bővült, és egyre sokszínűbb lett. 1994-től kezdve saját székházzal rendelkezik, melynek tetőterét 2004-ben építették ki. A székházban néprajzi szakkönyvtár, dokumentációs tár, kutatóműhely és könyvkiadó működik, a tetőtér előadásoknak, kiállításoknak ad helyet.

## Története

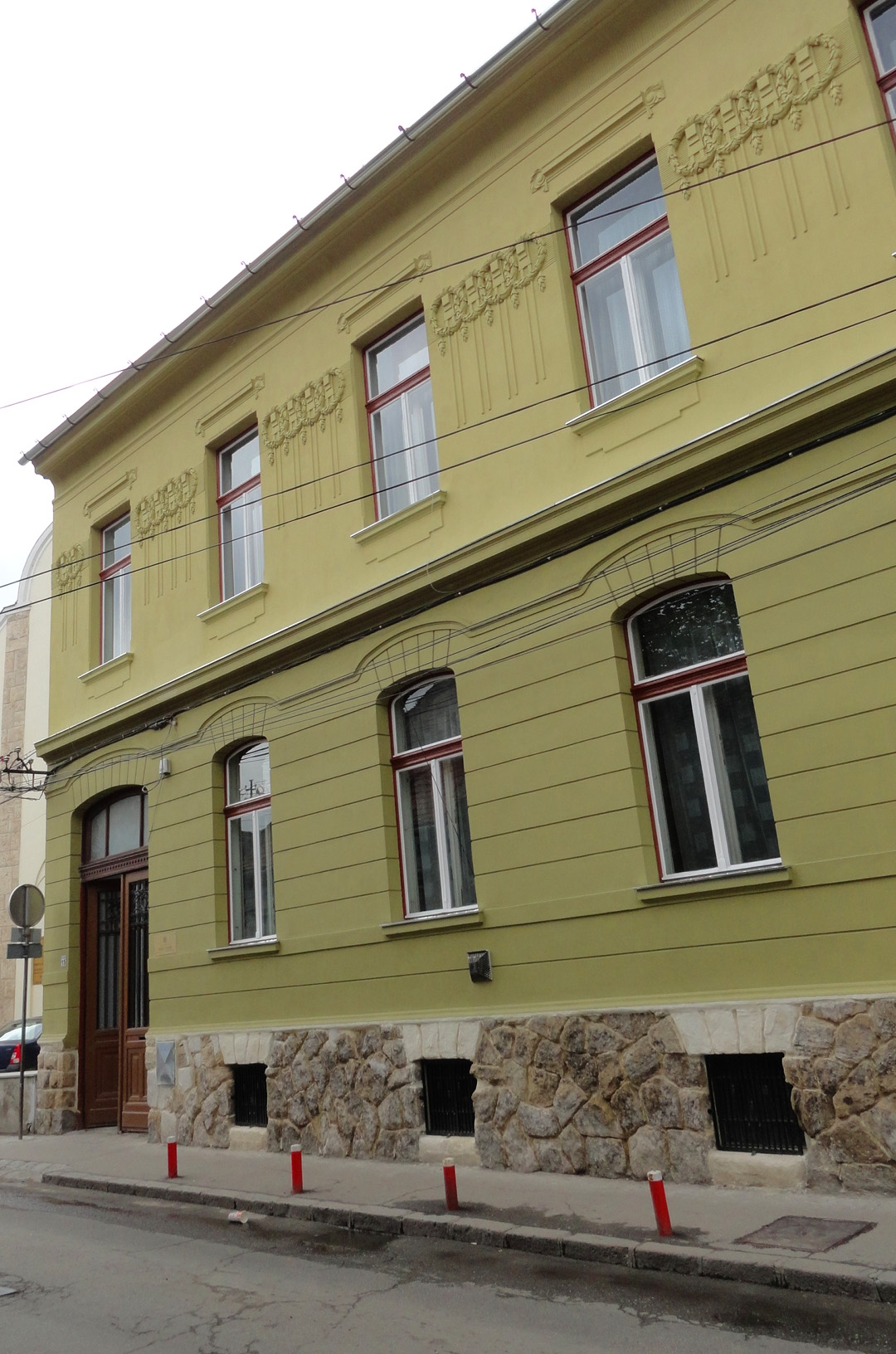
A Társaság székháza a kolozsvári Mikes utcában

A második világháború után a Romániában berendezkedő kommunista hatalom 1948-ben megszüntette a kolozsvári Bolyai Tudományegyetemen a néprajzi oktatást, így a romániai magyar néprajzkutatás háttérintézmény és utánpótlás nélkül maradt. Ennek ellenére a néprajz szerepelt más karok (történelem, bölcsészkar) tantárgyai között, és különböző intézmények keretei között kutatások is zajlottak, illetve publikációk is jelentek meg 1989-ig.
Az 1989-es forradalom után a magyar néprajzkutatók szükségét érezték egy érdekképviseleti szervezet, kutatóintézmény megalakításának. A Kriza János Néprajzi Társaság 1990. március 18-án alakult Kolozsváron. Kezdeményezői többek között Gazda Klára, Könczei Csilla, Pozsony Ferenc és Zakariás Erzsébet néprajzkutatók voltak. A Társaságot a kolozsvári bíróság 1990. júniusában jegyezte be, első székhelye Sigmond Júlia kolozsvári bábszínész lakásában volt 1994-ig. Alapító elnöke Pozsony Ferenc, első titkára Zakariás Erzsébet, első tiszteletbeli elnöke Almási István népzenekutató, majd Balassa Iván (1991–2002) volt.
Az alapító erdélyi értelmiségiek, tanárok és muzeológusok a népi kultúra kutatását, a tárgyi- és szellemi örökség feldolgozását és megőrzését, szakszerű vizsgálatát tekintették céljuknak. A rendszeres terepkutatások, gyűjtőpályázatok, tematikus vándorgyűlések, szakmai konferenciák, szemináriumok, kiállítások megszervezése, az eredmények megjelentetése, dokumentációs központ kialakítása mellett a Társaságnak érdekvédelmi, illetve a Kárpát-medencei magyar néprajzkutatókkal, intézményekkel való kapcsolattartó szerepet is szántak. Ugyanakkor oktatási és művelődési háttérintézményként fontosnak tartották, hogy hozzájáruljanak a kolozsvári egyetemen a magyar nyelvű néprajzi képzéshez.
Mivel az 1945–1989-es időszakban kevés lehetőség volt a szakmai kapcsolatok folyamatos működtetésére, a Kriza János Néprajzi Társaság megalakulása után évente két-három tematikus konferenciát szervezett Erdély különböző településein. Ezeken magyarországi kutatók is cselekvően részt vettek, átadva tudásukat, az európai néprajz legújabb kutatási és értelmezési módszereit.
A Babeș–Bolyai Tudományegyetemen 1990 őszén Péntek János professzor újraindította a néprajzi képzést, így 1995-től kezdődően egyre több néprajzos végzettséggel rendelkező fiatal került a romániai oktatási, kulturális, tudományos és múzeumi intézményekbe. Mivel az 1990-es években a román tudományos élet még nem kívánta integrálni a magyar kutatók eredményeit, a Társaság vezetősége egy önálló tudományos, dokumentációs, művelődési és oktatási központ létrehozására törekedett. Kötő József és Zakariás Erzsébet munkájának eredményeképpen az Illyés Közalapítvány támogatásával a Kriza János Néprajzi Társaság 1994-ben saját ingatlanba költözött Kolozsvár belvárosában. Székházában fokozatosan épült ki a szakmai könyvtár, az archívum, az információs-, oktatási- és művelődési központ.
Az adattár és a könyvtár folyamatos feldolgozásában, működtetésében Szikszai Mária, Czégényi Dóra, Borbély Éva, Keszeg Judit és Tatár Erzsébet Tímea játszott meghatározó szerepet.

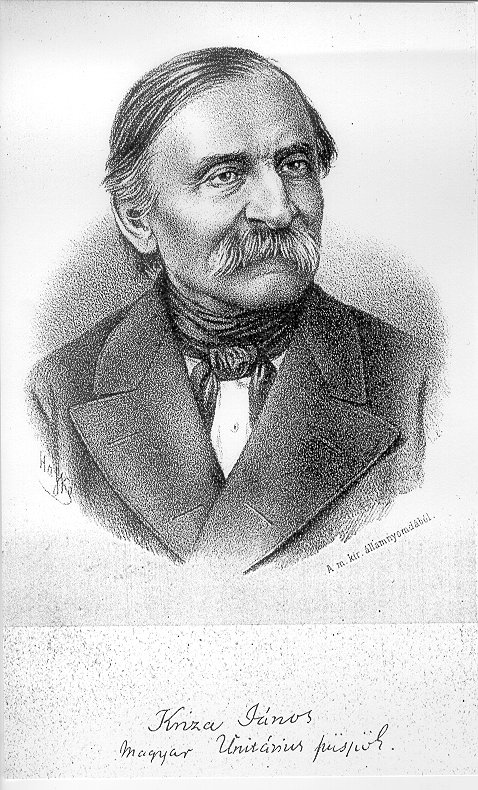
A névadó Kriza János

2001-ben a Társaság kezdeményezte egy csángó néprajzi múzeum alapítását is. A Nemzeti Kulturális Örökség Minisztériumának támogatásával 2003. szeptember 14-én avatták fel a Csángó Néprajzi Múzeum első alapkiállítását a háromszéki Zabolán.
2004-ben az Apáczai Közalapítvány támogatásával épült ki a székház tetőtere, ahol előadások és kiállítások szervezésére alkalmas terem létesült. Az átépítést Szabó Árpád Töhötöm vezette. Ugyanabban az évben a Társaság alapító tagja volt a kolozsvári magyar felsőoktatás háttérintézményeként működő Kolozsvári Magyar Egyetemi Intézetnek is.
2011-től a Társaság elnöke Jakab Albert Zsolt, tiszteletbeli elnöke Pozsony Ferenc.
2013. augusztusában a Társaság munkásságát Külhoni Magyarságért Díjjal ismerte el Magyarország miniszterelnöke.
2015-től a Társaság szakmai felügyelője lett az Erdélyi Értéktár programnak, melynek elsődleges feladata a magyar nemzeti értékfeltáró és értékmegőrző mozgalom erdélyi beindítása, népszerűsítése és megszervezése.
2021-ben a romániai Tudományos Kutatás Országos Tanácsa (CNCS) a Társaság kiadóját a Történelem és kultúratudományok szakterületen a legmagasabb minősítéssel, A kategóriájúként akkreditálta.

## Tevékenysége

### Könyvtár

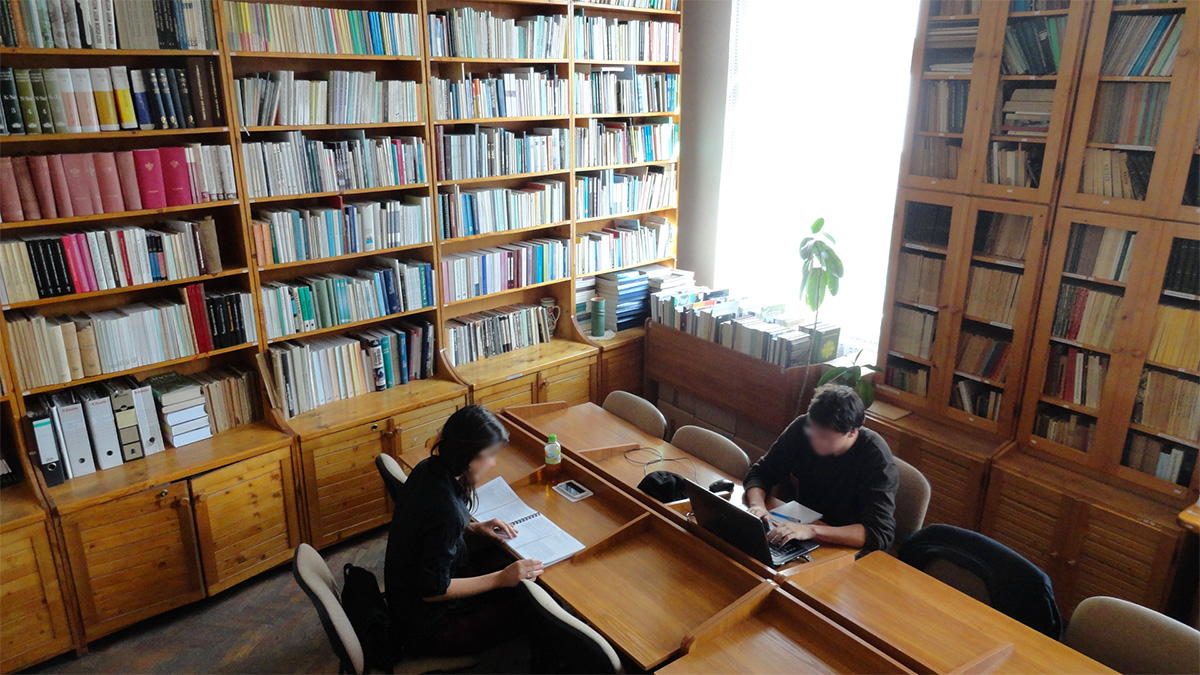
A könyvtár olvasóterme

A Társaság könyvtárát előbb hagyatékokból származó kiadványokkal alapozták meg, majd különböző vásárlások, adományok, könyvcserék útján tovább bővült az állomány. A könyvtár 1994-ben költözött jelenlegi székházba, ahol a több mint 10000 könyv mellett a legfrissebb szakmai periodikák is elérhetőek. A kötetek között elsősorban a magyar és egyetemes néprajz alapmunkái találhatóak meg, de emellett társadalomtudományi (antropológiai, szociológiai, történettudományi, nyelvészeti, helytörténeti, szépirodalmi) művek is részét képezik az állománynak. A könyvtár rendkívül értékes részét teszik ki a neves erdélyi néprajzkutatók hagyatékai (ifj. Kós Károly, Nagy Jenő, Szentimrei Judit, Nagy Olga, Faragó József). A könyveket helyben, a rendelkezésre álló két olvasóteremben lehet olvasni, kölcsönzésre nincsen lehetőség. A már beleltározott és hozzáférhető állomány a Kárpát-medencei intézményekkel és kiadókkal való kapcsolat révén folyamatosan bővül, a szakirodalmi újdonságok, valamint honismereti kutatások eredményei folyamatosan érkeznek a könyvtárba. A könyvtári katalógus 2007-től elérhető a Társaság honlapján is, ahol a könyvtári tétel legfontosabb adataira (szerző/szerkesztő, cím, kiadó, kiadási hely) lehet rákeresni.

### Dokumentációs tár
Az intézmény egyre bővülő adattára, ahol kéziratokat és az egyetemi hallgatók dolgozatait helyezték el, fontos forrása az etnológiai munkának. Több ezer kézirat, hang- és mozgóképanyag található meg itt. A kéziratok között olyan neves kutatók hagyatéka is megtalálható, mint ifj. Kós Károly, Faragó József, Nagy Jenő, Székely László, Szentimrei Judit, Vámszer Géza. Egy többéves projekt keretén belül a fontosabb hagyatékok anyagának, valamint a néprajzi gyűjtéseknek a digitalizálása is folyamatban van, digitális archívum formájában is hozzáférhetővé válik. Külön részlegként létezik és folyamatosan bővül a Csángó Archívum, amely több mint kétezer tételt tartalmaz, kéziratokat, ritka publikációkat, térképeket, egyéb dokumentumokat magyar, román, angol és német nyelven, és ezt a csángó téma kutatói is fontos gyűjteményként tartják számon.

### Konferenciák
A Társaság tevékenységének már az 1990-es megalakulás óta fontos részét képezik a tudományos konferenciák. Az egy-egy témát körbejáró szimpóziumok mellett vándor- és tudománytörténeti konferenciákat (ez utóbbiakat a kolozsvári Magyar Néprajz és Antropológia Intézettel közös szervezésben) is szerveztek.

### Kiállítások, rendezvények, szakkollégium

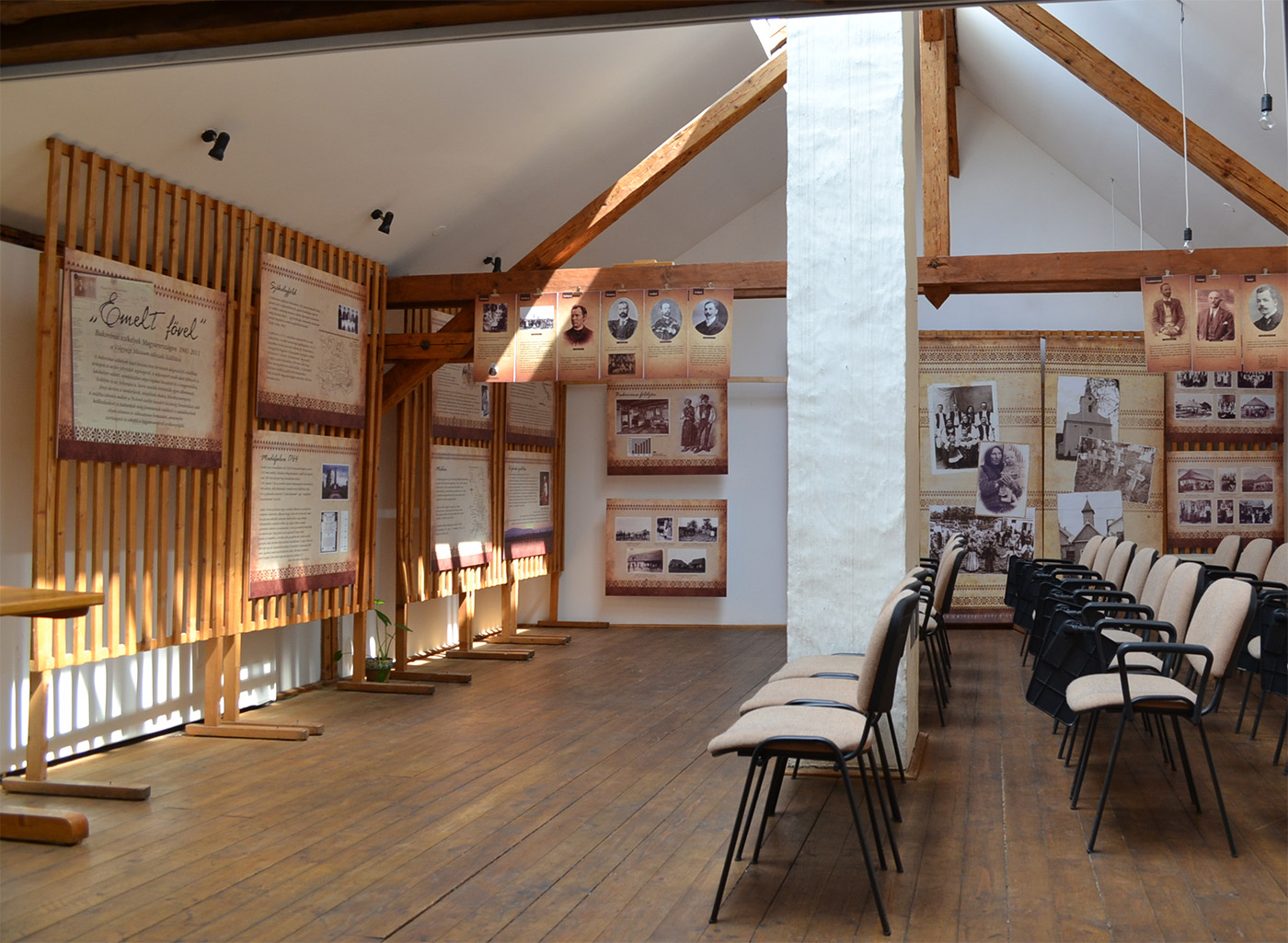
A székház tetőterében kialakított előadó- és kiállítótér

A Társaság székházának tetőterében kialakított helyiség a tudományos konferenciák mellett évente több – elsősorban néprajzi tematikájú – időszakos kiállításnak ad otthont, de könyvbemutatókra, filmvetítésekre és kerekasztal-beszélgetésekre is sor kerül a teremben. A kolozsvári magyar néprajzi oktatás háttérintézményeként olyan hiánypótló előadásokat és előadás-sorozatokat szerveznek, amelyek kiegészítik a néprajzos tanrendet. Az előadók hazai és magyarországi tanárok, szakemberek, kutatók, akik meghívás alapján tartják meg előadásaikat.
A háttérintézményi tevékenység fontos részét képezi a szakkollégiumi tevékenység, a Kriza János Szakkollégium működtetése. Ez egy olyan interdiszciplináris képzés, amelynek célja egy fiatal kutatói közösség kitermelése. A tutoriális rendszerben működő szakkollégium keretében előadások, szakmai konzultáció, közös és egyéni kutatás segítségével történik meg a hallgatók szakmai képzése. A szakkollégiumi alkalmakra a Társaság székházában kerül sor, a meghívott előadók pedig az emeleti előadótermet használják.

### Adatbázisok

#### Bibliográfiai adatbázisok
A Társaság már alapítását követően hozzálátott az erdélyi és moldvai népi kultúra kutatása során kitermelődött könyvészeti eredmények adatolásához, illetve személyi bibliográfiák összegyűjtéséhez, összeállításához. A személyi, tematikus vagy tájegységi bibliográfiák folyamatos összeállítása és közlése mellett 2008-ban a Társaság honlapján elérhetővé vált A moldvai csángók bibliográfiája (összeállította Ilyés Sándor) és A romániai magyar néprajzi bibliográfia (összeáll. Jakab Albert Zsolt). Ezekben a tételek mindegyike tartalmazza a legfontosabb bibliográfiai adatokat, és az anyag év- és névmutató, illetve szakbeosztás szerint listázható.

#### Balladatár
A 2013-ban létrehozott digitális balladatárban erdélyi és moldvai magyar balladagyűjtések anyagai érhetők el típusok és altípusok szerint csoportosítva, bibliográfiai adatokkal, kottákkal ellátva.

#### Erdélyi Értékek Tára
Az erdélyi értékfeltáró mozgalom monitorizálására, támogatására, illetve eredményeinek megjelenítésére indította el a Társaság 2015-ben az Erdélyi Értékek Tárát. Az adatbázis az Erdélyi Magyar Értéktár Bizottság által elfogadott értékeket (témakörök: agrár- és élelmiszergazdaság, ipari és műszaki megoldások, természeti környezet, egészség és életmód,  kulturális örökség,  turizmus és vendéglátás, épített környezet, sport) archiválja.

#### Néprajzi Múzeumok Tára
A Társaság 2014-ben elindította a Néprajzi Múzeumok Tárát, melyben erdélyi és partiumi tájházak, tájmúzeumok, céhtörténeti múzeumok, emlékházak/emlékszobák, helytörténeti múzeumok, néprajzi múzeumok, néprajzi szobák és néprajzi gyűjtemények adatlapjai érhetőek el.

#### Fotóarchívum
A 2008-ban elindított adatbázis a Társaság digitalizált negatívgyűjteményét tartalmazza. Az adatbázisban az 1910-es évektől kezdve találhatóak néprajzi témájú fotók. Az állományban Gunda Béla, Seiwarth László, Kós Károly, Vámszer Géza, Nagy Jenő, Szabó Tamás, Péterfy László, a KJNT kutatóinak és a BBTE Magyar Néprajz és Antropológia Intézete diákjainak Erdélyiben és Moldvában végzett terepkutatásainak digitalizált fényképei érhetőek el.

#### Szövegtár (Kiadói és kutatói adatbázis)
2016-ban kezdődött a Kriza János Néprajzi Társaság által kiadott könyvek digitális feldolgozása és online adatbázisban való megjelenítése. Az adatbázisban nemcsak a kiadványok, hanem a szerzők kutatói adatlapjai is elérhetőek.

## Könyvkiadás

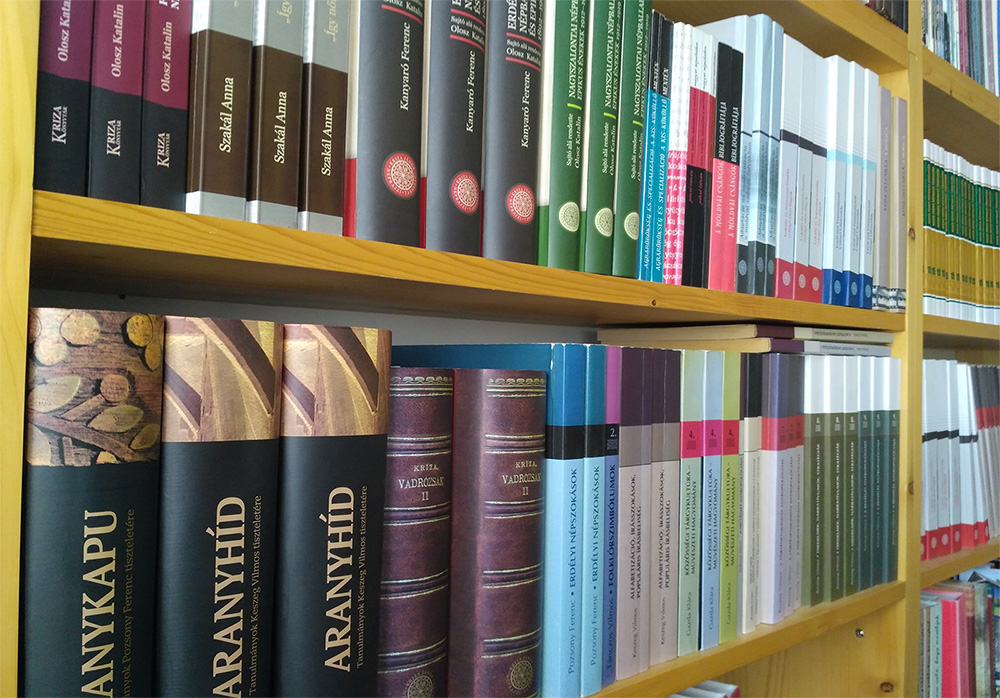
Néhány a Társaság kiadványai közül

A könyvkiadói tevékenység kezdetektől fogva kiemelkedő jelentőségű feladata a Társaságnak. A lehetőségek függvényében, több sorozat keretében évi 5-10 kötet kerül kiadásra, így biztosítva elsősorban a romániai magyar néprajzkutatás legújabb eredményeinek, a tagság munkásságának megjelenítését.
A KJNT Évkönyve sorozatban többnyire a konferenciák, tanácskozások anyagai jelennek meg, a Kriza Könyvek az etnográfiai terepmunka, vizsgálat és értelmezés megjelenítését, a Kriza Könyvtár sorozat pedig a források  és folklórszövegek közzétételét biztosítja. A 2006-ban elindított Néprajzi Egyetemi Jegyzetek sorozat köteteit a kolozsvári és magyarországi egyetemi néprajzi oktatásban tankönyvekként használják. Új sorozat a 2018-tól megjelenő Dissertationes Ethnographicæ Transylvanicæ, melyben doktori értekezések, néprajzi-antropológiai alapmunkák jelennek meg. Ezek mellett nagy fontossággal bírnak a sorozatokon kívül, több esetben más intézményekkel, kiadókkal való közös munka eredményeként megjelentetett tudománytörténeti és tudományelméleti alapmunkák, speciálisabb kötetek, bibliográfiák. A KJNT sikeresen együttműködött az egykori Mentor Kiadóval is, melynek eredményeképpen a Társaság munkatársainak és a tagjainak több néprajzi tematikájú munkája jelent meg a Kriza János Néprajzi Társaság Könyvtára sorozatban. Különálló kötetként, ugyanakkor periodikaként jelenik meg a KJNT Értesítője, amely eddig 16 évfolyamot ért meg.
A kiadványok eljutnak minden fontos romániai és magyarországi néprajzi kötődésű intézményhez, egyetemi tanszékhez, kutatóintézethez, múzeumhoz és szakkönyvtárhoz. Ugyanakkor az országos és megyei közkönyvtárakban, civil szervezetek, kisebb néprajzi és társadalomtudományi egységek könyvtáraiban is fellelhetők ezek a kötetek. A frissen megjelent kiadványokat a Társaság székházában, valamint más partnerintézményeknél mutatják be.
A Társaság kiadványainak digitális változatát 2016-tól a Szövegtár (Kiadói és kutatói adatbázis) felületén lehet elérni, ahol cím, szerző, tematika, megjelenési év vagy éppen település alapján lehet keresni, a könyvek és tanulmányok pedig PDF-formátumban olvashatóak. Emellett kutatói adatbázisként is működik a felület, ahol a Társaságnál publikáló kutatókról is információkat lehet szerezni.

## Projektek
Megalakulásától kezdve a Társaság több projektet, kutatást is elindított és bonyolított le.
- Az Előmunkálatok a romániai magyarság néprajzához projekt keretében a Társaság kutatói összegyűjtötték, rendszerezték és kiadásra előkészítették a romániai magyarság néprajzi bibliográfiáját.
- A Társaság több jelenkutatást végzett moldvai csángó-magyar falvakban, melyeknek célja a kutatott falvak társadalomszerkezetének néprajzi és antropológiai vizsgálata, szöveg- és nyelvemlékgyűjtés, a társadalmi, lokális mobilitás hatására kibontakozott akkulturáció és identitásváltás szakszerű dokumentálása volt.
- Az ELTE Nyelvészeti Tanszékével közösen elindított moldvai nyelvföldrajzi kutatások során a csángó-magyar falvak nyelvi állapotának kutatása és digitális rögzítése zajlott le.
- Az erdélyi falvak gazdasági modelljeinek elemzése során az erdélyi falvakban tapasztalható új mentalitások és stratégiák, régi minták, párhuzamos jelenlétének vizsgálatát végezték el a KJNT kutatói. Emellett arra is keresték a választ, hogy az erdélyi magyar falusi közösségek gazdasági szerkezete milyen problémákkal és távlatokkal rendelkezik, milyen tényezők segítik vagy akadályozzák a vidéki régió fejlődését.
- Az átalakuló lokalitások szerkezetét vizsgáló projekt arra keresi a választ, hogy milyen lokális identitások alakulnak ki az erdélyi életvilágokban a nemzeti diskurzusok és nemzeti törekvések hatására és azok ellenében. Ugyanakkor az is vizsgálat tárgyát képezi, hogy milyen nyilvános eseményekben, narratívákban és narratív konstrukciókban jelennek meg a lokalitások.
- Az Észak-Erdélyen keresztül építendő autópálya hatásvizsgálata során az autópálya nyomvonalán található már kijelölt kutatópontok, települések kultúrájának vizsgálatát végezték el, hangsúlyosan figyelve a hagyománytalanítási és hagyományteremtési folyamatokra, illetve arra, hogy miként alakítja át a falusi életvilágok különböző szintjeit egy ilyen méretű modernizációs projekt.
- Az aranyosszéki értékfeltáró kutatás célja a régió kulturális és gazdasági hagyományainak feltárása.
- A digitális és online archívumok kialakítása és fejlesztése érdekében 2006-ban elindult Az erdélyi és moldvai néprajzi örökség digitális megjelenítése címet viselő nagyszabású projekt.
- 2015-től a KJNT kiemelt projektje az Erdélyi Értéktár. Ennek elsődleges feladata a magyar nemzeti értékfeltáró és értékmegőrző mozgalom erdélyi beindítása, népszerűsítése, megszervezése és szakmai felügyelete. A magyarországi Földművelésügyi Minisztérium és a Hungarikum Bizottság megbízásából végzett programban a Kriza János Néprajzi Társaság szakmai és módszertani segítségnyújtást biztosít azoknak a civil szervezeteknek, amelyek helyi, megyei és táji értékek felkutatását, szakszerű dokumentálását, értéktárba történő rendezését és ezeknek az értékeknek a helyi közösségek mindennapjaiba való beépítését célozzák meg. A Társaság az értékfeltárásba bekapcsolódni vágyóknak helyszíni előadásokat és felkészítőket, módszertani segédleteket és képzési anyagokat, valamint az értékfeltárás lebonyolításához és a javaslattétel elkészítéséhez szakmai tanácsadást kínál. A projekt során szakmai konferenciákat, módszertani képzéseket, az értéktár mozgalmat és a törvényi hátterét ismertető bemutatókat és kiállításokat szerveztek Erdélyben és Moldvában. A projekt eredményeként jött létre az Erdélyi Értékek Tára adatbázis is,[11] mely az Erdélyi Magyar Értéktár Bizottság által elfogadott értékeket archiválja.[2][12]

## Partnerek
A KJNT kiemelt szakmai partnere a Babeș–Bolyai Tudományegyetem Magyar Néprajz és Antropológia Intézete, melynek a Kriza János Néprajzi Társaság a háttérintézménye. Emellett számos romániai és magyarországi szakmai szervezettel és intézménnyel létesült gyümölcsöző szakmai viszony:
- Magyar Néprajzi Társaság, Budapest
- Néprajzi Múzeum, Budapest
- Szabadtéri Néprajzi Múzeum, Szentendre
- Csángó Néprajzi Múzeum, Zabola
- Székely Nemzeti Múzeum, Sepsiszentgyörgy
- Tarisznyás Márton Múzeum, Gyergyószentmiklós
- Csíki Székely Múzeum, Csíkszereda
- Aradi Megyei Múzeumok Komplexuma, Arad
- Szatmári Megyei Múzeum, Szatmárnémeti
- Erdélyi Néprajzi Múzeum, Kolozsvár
- Erdélyi Múzeum-Egyesület, Kolozsvár
- MTA-BTK Néprajztudományi Intézet, Budapest
- MTA TK Kisebbségkutató Intézet, Budapest
- Nemzeti Művelődési Intézet, Budapest
- ELTE BTK Néprajzi Intézet, Budapest
- Debreceni Egyetem Néprajz Tanszék, Debrecen
- Szegedi TE Néprajzi és Kulturális Antropológiai Tanszék, Szeged
- Pécsi TE, Néprajzi és Kulturális Antropológia Tanszék, Pécs
- Kolozsvári Magyar Egyetemi Intézet, Kolozsvár
- Nemzeti Kisebbségkutató Intézet, Kolozsvár
- BBTE Szociológia és Szociális Munka Intézet, Kolozsvár
- Hagyományok Háza, Budapest

## Életmű-díj
2012 óta a Társaság Életmű-díjjal tüntetett ki több neves erdélyi néprajzkutatót, akik jelentősen hozzájárultak a romániai magyar népi kultúra kutatásához.
- 2012 – Daczó Árpád (P. Lukács OFM)
- 2013 – Kovács Piroska
- 2014 – Almási István
- 2015 – Szentimrei Judit
- 2016 – Kallós Zoltán
- 2017 – Albert Ernő
- 2017 – Barabás László
- 2017 – Ráduly János
- 2018 – Gazda Klára
- 2019 – Halász Péter
- 2022 – Márton Béla
- 2022 – Dukrét Géza